# Spermacoce hillii
Spermacoce hillii är en måreväxtart som först beskrevs av Chippend., och fick sitt nu gällande namn av Rafaël Herman Anna Govaerts. Spermacoce hillii ingår i släktet Spermacoce och familjen måreväxter. Inga underarter finns listade i Catalogue of Life.